# یواس‌اس دییربورن (پی‌اف-۳۳)
یواس‌اس دییربورن (پی‌اف-۳۳) (به انگلیسی: USS Dearborn (PF-33)) یک کشتی بود که طول آن ۳۰۳ فوت ۱۱ اینچ (۹۲٫۶۳ متر) بود. این کشتی در سال ۱۹۴۳ ساخته شد.